# 溫特 (海豚)

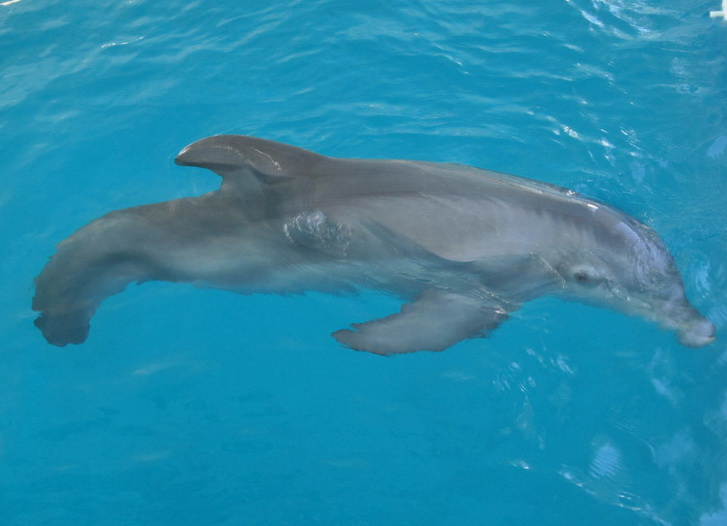
2011年 沒裝義肢尾鰭的溫特

溫特（2005年10月-2021年11月11日），是一隻瓶鼻海豚，居住在美國佛羅里達州的清水海洋館。眾所皆知的是她在年幼時擱淺後，尾鰭因纏繞漁具受傷無法治癒而遭截肢，在旺盛的生命力與各方專業人士的協助下適應了義肢尾鰭。她的故事被撰寫成書籍，也在2011年拍成了電影《溫特的故事：泳不放棄》，協助倡導海豚的保育議題，減少海洋廢棄物對海洋生物的影響，強韌的生命力也鼓舞了不少身心受創的人。 2014年又拍了續集《溫特的故事：泳不放棄2》 ，關於另一隻被救助的海豚「希望」。

## 被發現的經過與受傷
溫特於2005年十二月十日，在美國佛羅里達州蚊子潟湖的岸邊被發現, 身上纏繞著一個捕蟹籠，當時取名溫特（Winter）是因為她被發現的月份在冬天。 擱淺現場初步先將纏繞的繩索切除，止住了尾鰭的出血。
經由當地海洋世界，港灣海洋研究所等團隊合作將她送到清水海洋館 （页面存档备份，存于）救治。

## 人工尾巴
人工義肢專家Kevin Carroll 和其專業團隊花了一年半的時間來為溫特設計,並多次嘗試改良。終於在2007年試出一款簡單的矽膠與塑膠尾鰭，軟膠式的接合在溫特殘存的尾幹上，擺動也不會摩擦傷害皮膚。在海豚溫特身上學習到的義肢改良方法，也應用在人們的需求。Carroll同樣使用軟膠材質接合，幫助了在伊拉克迫擊砲攻擊下失去雙腿的美國軍人Brian Kolfag的適應義肢。

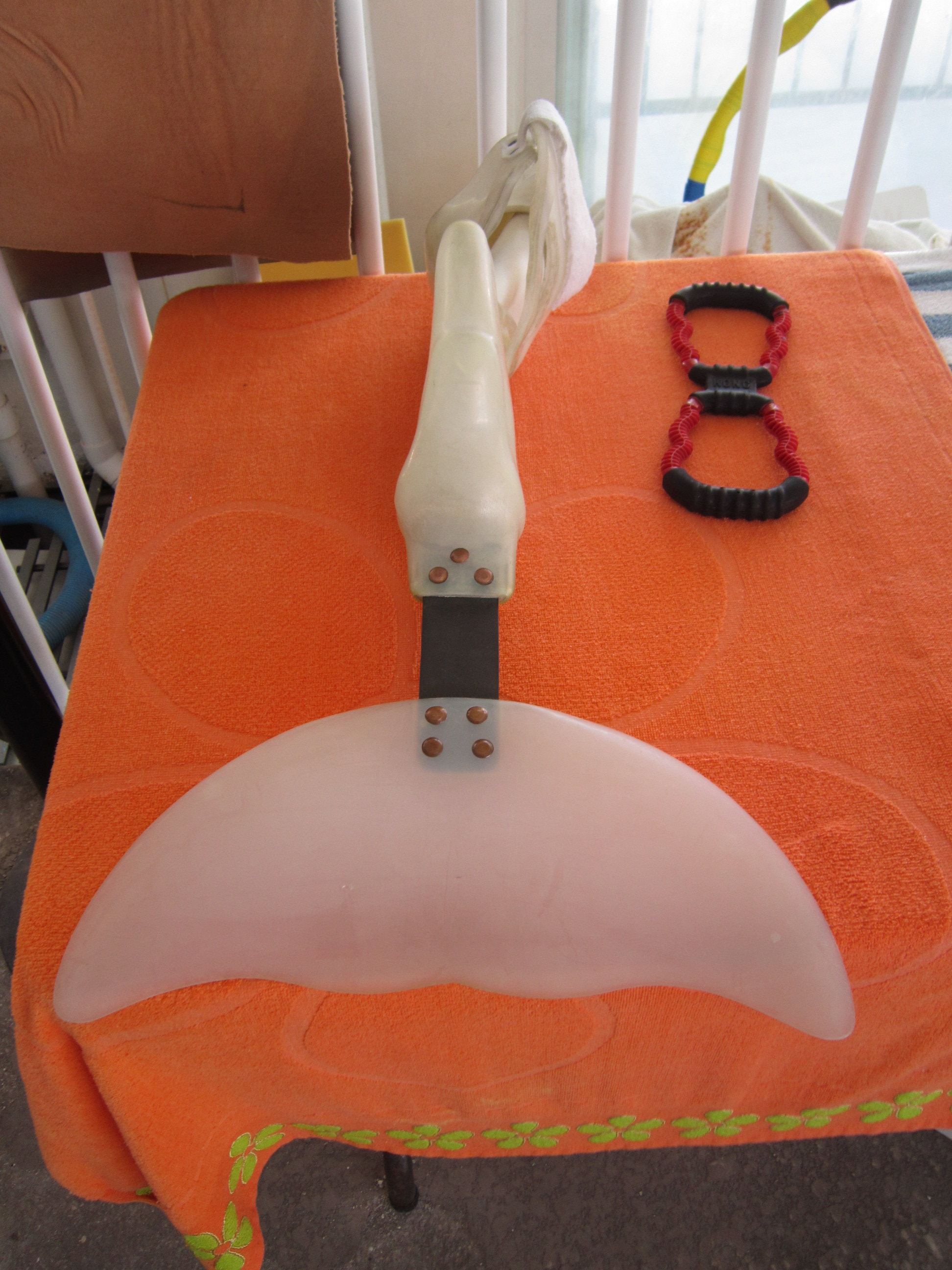
溫特的義肢尾鰭

## 公眾文化層面上

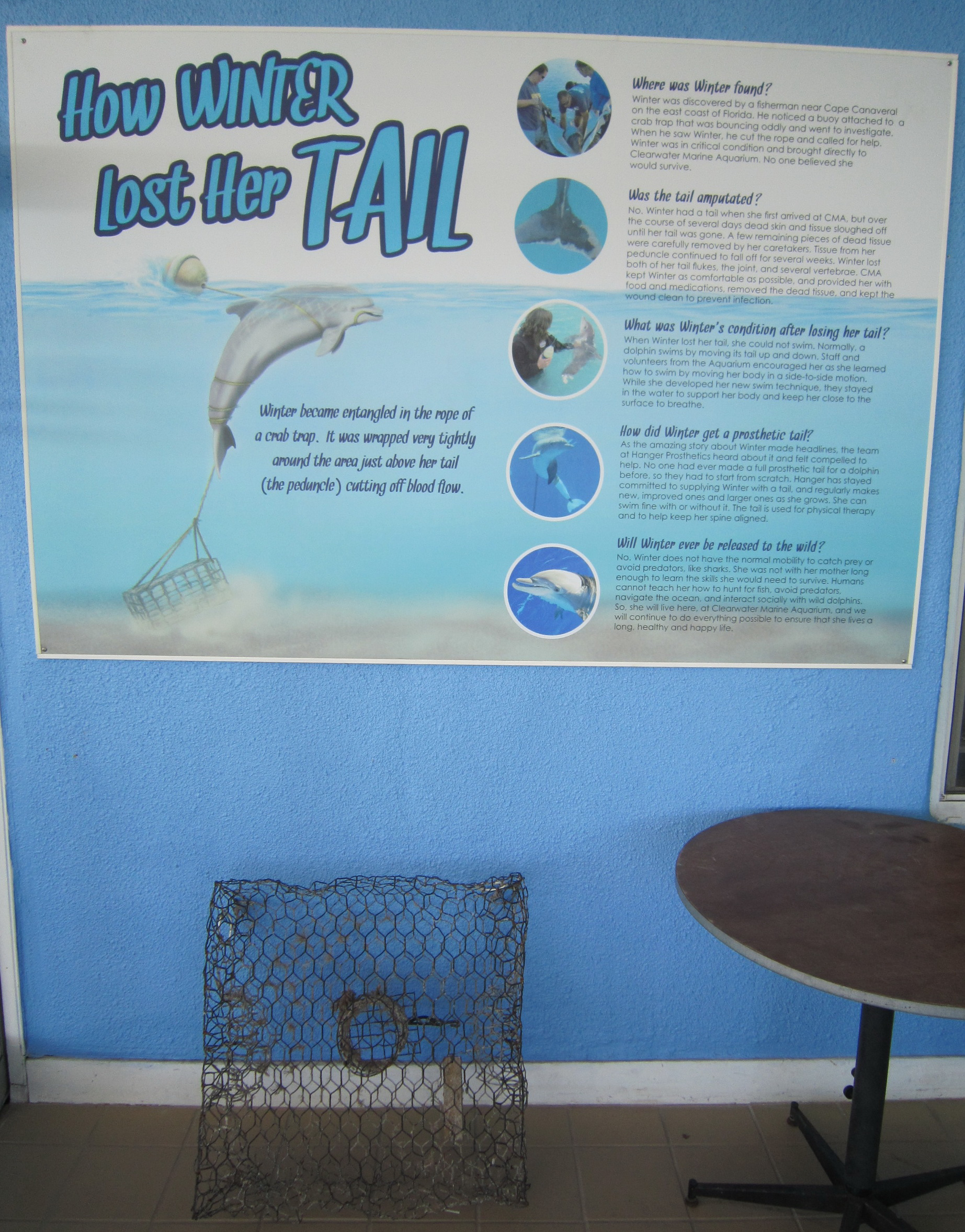
溫特纏繞的捕蟹籠具，讓她失去了尾鰭

## 其他外部連結
- Winter Dolphin （页面存档备份，存于） on Twitter
- Winter at Clearwater Marine Aquarium（页面存档备份，存于） (在清水水族館的溫特)
- 斷尾海豚重生記 （页面存档备份，存于）
- Winter - NOAA （页面存档备份，存于）